# Circuit des arts de la Gaspésie
Vous pouvez aider à l'améliorer ou bien discuter des problèmes sur sa page de discussion.
- Il ne cite pas suffisamment ses sources. Vous pouvez indiquer les passages à sourcer avec {{référence nécessaire}} ou {{Référence souhaitée}}, et inclure les références utiles en les liant aux notes de bas de page. (Marqué depuis décembre 2013)
- Son texte doit être wikifié : il ne correspond pas à la mise en forme Wikipédia (style, typographie, liens internes, liens entre les wikis, etc.). (Marqué depuis juillet 2025)
- Il est orphelin : moins de trois articles lui sont liés. Aidez à ajouter des liens en plaçant le code [[Circuit des arts de la Gaspésie]] dans les articles relatifs au sujet. (Marqué depuis juillet 2025)

- Archive Wikiwix
- Bing
- Cairn
- DuckDuckGo
- E. Universalis
- Gallica
- Google
- G. Books
- G. News
- G. Scholar
- Persée
- Qwant
- (zh) Baidu
- (ru) Yandex
- (wd) trouver des œuvres sur Wikidata

Le Circuit des arts de la Gaspésie est l'une des routes touristiques de la région de la Gaspésie au Québec. Chapeauté par le Conseil de la culture de la Gaspésie (appelé aujourd’hui Culture Gaspésie), le Circuit réunit une quarantaine d'artistes, d'artisan·e·s, de boutiques et de galeries sur une distance de  800 km autour de la péninsule gaspésienne.
Le Circuit regroupe différents lieux d’art tels que des ateliers d’artistes, des boutiques, des galeries et des espaces d’expositions. Il regroupe des artistes professionnels issus des arts visuels ou des métiers d'arts. Culture Gaspésie propose deux outils de promotion (dépliant et site Web), afin de faire rayonner la diversité de l’offre culturelle sur son territoire. Le dépliant bilingue du Circuit des arts est distribué gratuitement sur tout le territoire gaspésien. Le site Web permet notamment de créer des itinéraires personnalisés à la clientèle.
En identifiant des ateliers, des boutiques et des galeries de la Gaspésie, le Circuit des arts propose un regard sur la création, la production, la diffusion et la mise en marché des œuvres et des produits des créateurs et des créatrices de la région. Le Circuit augmente la diffusion de l’offre culturelle gaspésienne auprès des clientèles touristiques locale, régionale et nationale.
La mise en œuvre du Circuit des arts de la Gaspésie est possible grâce au soutien de la Société de développement des entreprises culturelles (SODEC) et du ministère de la Culture et des Communications.

## Historique
L’idée du Circuit est née en 1995. L’artiste peintre Gilles Côté avait ouvert son atelier au public à Barachois l’année précédente. Fréquemment, il notait les noms d’autres artistes à suggérer aux visiteurs. «De ces bouts de papier est née l’idée d’un répertoire gaspésien, lancé par une annonce dans le journal à laquelle 29 artistes ont répondu.».
En 1996, le projet prend forme avec l’appui de Rachel Thibault, alors coordonnatrice du tout nouveau Conseil de la culture de la Gaspésie. Sa première appellation était:  La tournée des studios et des ateliers de la Gaspésie. Une brochure est produite et distribuée dans les lieux touristiques.
Le développement se poursuit. Vers la fin des années 90, lors d’une assemblée générale à Percé, la première version Web du répertoire est présentée. Aurélien Bisson, alors administrateur de Culture Gaspésie, se souvient de ce moment marquant: «C’était spécial pour les artistes de se voir à l’écran… comme à la télévision. Ils apparaissaient dans un répertoire accessible partout dans le monde, grâce à ce qu’on appelait alors l’inforoute de l’information.»
En 2006, le Conseil de la culture de la Gaspésie (appelé aujourd’hui Culture Gaspésie) l’a renommé Circuit des arts visuels et des métiers d’art de la Gaspésie et c'est finalement en 2018 que le Circuit a pris son nom actuel soit, Circuit des arts de la Gaspésie.
En 2025, le Circuit des arts de la Gaspésie célèbre ses 30 ans d'existance.

## Thématique
La peinture, la sculpture, la photographie, la joaillerie, la céramique et le textile sont les principaux arts mis en valeur dans le Circuit. Les matériaux utilisés par les artistes et artisans sont le métal, le bois, le verre, la pierre, le bronze, le savon, la porcelaine et le textile.

## Parcours
Ce Circuit parcourt toute la péninsule gaspésienne en suivant la route 132 sur une distance de 800 km. Elle traverse une quarantaine de municipalités réparties dans six municipalités régionales de comté : La Matanie, la Haute-Gaspésie, La Côte-de-Gaspé, Le Rocher-Percé, Bonaventure et Avignon.
Pour s'adapter au contexte du tourisme en Gaspésie le Circuit des arts propose une carte de la Gaspésie qui est divisée en quatre zones : La Côte, La Haute-Gaspésie, La Pointe et La Baie-des-Chaleurs. Pour sa 30e édition, en 2025, chacune de ces zones comptait le nombre suivant d'attraits à visiter :
- La Côte : 2 attraits
- La Haute-Gaspésie : 10 attraits
- La Pointe : 14 attraits
- La Baie-des-Chaleurs : 10 attraits

## Médiagraphie
- Radio Gaspésie - Le Circuit des arts de la Gaspésie maintenant disponible en version GPS! : https://www.radiogaspesie.ca/nouvelles/culturel/le-circuit-des-arts-de-la-gaspesie-maintenant-disponible-en-version-gps/
- CIEU-FM - Nouveau circuit des arts en Gaspésie : https://cieufm.com/nouveau-circuit-des-arts-en-gaspesie/
- Ici Gaspésie-Les Îles - Le Circuit des arts de la Gaspésie : entrevue avec Céline Breton : https://ici.radio-canada.ca/ohdio/premiere/emissions/bon-pied-bonne-heure/segments/rattrapage/582965/circuit-arts-gaspesie-entrevue-avec-celine-breton CHAU-TVA - Culture Gaspésie : dévoilement de la 22e édition du Circuit des arts de la Gaspésie - https://cimtchau.ca/nouvelles/culture-gaspesie-devoilement-de-la-22e-edition-du-circuit-des-arts-de-la-gaspesie/
- CHAU-TVA - L’édition 2024-2025 du Circuit des arts de la Gaspésie en préparation : https://cimtchau.ca/nouvelles/ledition-2024-2025-du-circuit-des-arts-de-la-gaspesie-en-preparation/
- Chaîne YouTube : https://www.youtube.com/playlist?list=PLHTuFdyjBEKFoO_ofhDTX_AVEoTeWOVCP